# Slaget ved Clontarf
Slaget ved Clontarf fandt sted den 23. april (langfredag) 1014 ved Clontarf udenfor Dublin i Irland. Slaget stod mellem styrker fra Munster og Meath under ledelse af Brian Boru og Máel Sechnaill på den ene side, og styrker fra Leinster, Dublin, Orkney og Man på den anden. Det er en af de mest berømte begivenheder i irsk historie. I eftertiden er slaget ofte blevet fremstillet som et slag mellem en forenet irsk hær ledet af Brian mod en invaderende vikingehær og regnet som den begivenhed, som blev slutningen på vikingenes indflydelse i Irland.

## Literatur
- Downham, Clare: The Battle of Clontarf in Irish History and Legend, History Ireland 13.5 (September/October 2005) 19-23, (University of Aberdeen)
- Ó Corraín, Donnchad: Vikings in Ireland and Scotland in the Ninth Century, Perita 1998

53°21′54″N 6°11′51″V / 53.365°N 6.1975°V